# بيروبالا رابها
بيروبالا رابها (بالآسامية: বিৰুবালা ৰাভা؛ 1954 - 13 مايو 2024) ناشطة هندية قامت بحملة ضد مطاردة الساحرات في الهند. كان مقرها في جولبارا، آسام. كانت تدير منظمة تسمى مهمة بيروبالا والتي تنشر الوعي ضد مطاردة الساحرات. لعبت دورًا فعالًا في إقرار حكومة ولاية آسام لقانون الوقاية والحماية من صيد الساحرات لعام 2015. منحتها حكومة الهند رابع أعلى وسام مدني من بادما شري، في عام 2021، لمساهماتها في العمل الاجتماعي.

## نشأتها
ولدت رابها عام 1954 في قرية ثاكورفيلا، بالقرب من حدود ميغالايا في منطقة جولبارا في ولاية آسام. توفي والدها عندما كانت في السادسة من عمرها، مما اضطرها إلى ترك المدرسة ومساعدة والدتها في إدارة شؤون المنزل. في الخامسة عشرة من عمرها عندما تزوجت من زوجها المزارع وأنجبت منه ثلاثة أطفال.
في عام 1985، عانى أكبر ابنها دارمسوار من مرض عقلي، من نوبة التيفود، مما دفع رابها وزوجها إلى اصطحابه إلى دجال القرية. وقيل لهم إنه كان ممسوسًا وتزوج من جنية كانت حاملًا. مع طفله وأنه بمجرد ولادة هذا الطفل سيموت. وفقًا للدجال، لم يكن أمام دارمسوار سوى ثلاثة أيام ليعيشها. ومع ذلك، فقد تعافى في النهاية، وعاش لفترة طويلة بعد تشخيصه. بعد هذه الحادثة، أدركت رابها أن الخرافات التي أدت إلى تشخيص حالة ابنها لا أساس لها من الصحة، وتوقفت عن زيارة الدجالين واعتقدت أنهم محتالون.

## نشاطها
في البداية شكلت رابها جمعية ثاكورفيلا ماهيلا ساميتي، وهي جمعية نسائية تعمل على زيادة الوعي بمختلف الأمراض الاجتماعية، بما في ذلك مطاردة الساحرات في قريتها المحلية، وفي وقت لاحق في عام 2006 انخرطت في جمعية آسام ماهيلا ساماتا وهي جمعية تشجيع البحث العلمي والتفكير الجماعي وصنع الفكر الجماعي من خلال المرأة باستمرارها والمشاركة في تقدمك في مجالك. تعليم التعلم من أجل الغد الاجتماعي. في عام 2011 أسست مهمة بيروبالا. منظمة غير ربحية تتكون من شبكة من الناشطين الاجتماعيين والناجين والمحامين؛ والتي تهدف إلى التثقيف ونشر الوعي ضد مطاردة الساحرات، فضلاً عن دعم وحماية الناجين والضحايا المحتملين لمطاردة الساحرات في جميع أنحاء ولاية آسام. على الرغم من تعرضها للسخرية والهجمات من أولئك الذين يدافعون عن الإيمان بالسحرة، وتعرضها لاتهامات بممارسة السحر، إلا أن رابها تحدثت في كثير من الأحيان ضد وسم الساحرات وتصيدهن في الاجتماعات، ونظمت معسكرات توعية وألقت دروسًا مدرسية تدين هذه الممارسة. كما أنها أنقذت أكثر من خمسة وثلاثين امرأة وُصفت بالساحرات في العقد الأخير من حياتها.
في عام 2015 بعد ما يقرب من ثلاث سنوات من إقراره من قبل مجلس ولاية آسام دفعت حملة الناشط إلى إقرار قانون آسام لصيد الساحرات، والذي اعتبر أصعب قانون لمكافحة مطاردة الساحرات في الهند. أقر مجلس ولاية آسام في 13 أغسطس 2015 بالإجماع مشروع قانون يفرض عقوبة السجن لمدة تصل إلى سبع سنوات، بالإضافة إلى غرامة تصل إلى 5 آلاف روبية، لمن يصف شخص ما بأنه ساحر.

## تقديرها
تم تكريمها لعملها ضد مطاردة الساحرات في ولاية آسام وحصلت على العديد من الجوائز والأوسمة. في عام 2005 تم ترشيحها لجائزة نوبل للسلام من قبل شبكة نورث إيست (منظمة حقوق المرأة العاملة في ولاية آسام وفي عام 2015 حصلت على الدكتوراه الفخرية من جامعة جواهاتي. في عام 2021، تم تكريمها من قبل الحكومة الهندية لعملها الاجتماعي وحملاتها مع بادما شري، رابع أعلى جائزة مدنية في الهند.

## وفاتها
توفيت بيروبالا رابها بسبب سرطان المريء في معهد السرطان التابع للدولة، في 13 مايو 2024، عن عمر ناهز السبعين.